# Michael O. Dillon
Michael Dillon, född  1947, är en amerikansk botaniker.
Auktorsnamnet M.O. Dillon kan användas för Michael O. Dillon i samband med ett vetenskapligt namn inom botaniken; se Wikipediaartiklar som länkar till auktorsnamnet.